# Claus Harms (Jurist)
Claus Harms (* 30. Juli 1903 in Flensburg; † 1974) war ein deutscher Jurist.

## Leben
Harms absolvierte ein Studium der Rechtswissenschaft, das er 1929 mit dem ersten juristischen Staatsexamen abschloss. Die große Juristische Staatsprüfung legte er Mitte Februar 1933 ab. Er gehörte bereits während seiner Studienzeit von 1923 bis 1930 dem Jungdeutschen Orden an. Zum 1. Februar 1931 trat er der NSDAP bei (Mitgliedsnummer 432.510). Nach der Machtübergabe an die Nationalsozialisten trat in den Verwaltungsdienst ein und war ab Anfang Dezember 1933 zunächst beim Polizeipräsidium Frankfurt am Main tätig und bald darauf als Regierungsassessor bei der Regierung in Schleswig beziehungsweise ab Mitte Juli 1935 beim Kieler Oberpräsidium. Zudem war er Richter am Gaugericht. Anfang Mai 1937 zum Regierungsrat ernannt wechselte er im September 1937 an das Landratsamt des Landkreises Wetzlar, wo er Kreisamtsleiter für Kommunalpolitik wurde. Ab Mitte August 1938 wirkte er am Oberpräsidium Koblenz.
Während des Zweiten Weltkrieges wechselte Harms Ende Januar 1942 ins deutsch besetzte Polen, wo er im Distrikt Lublin des Generalgouvernements zunächst Stellvertreter des Kreishauptmanns in Puławy wurde. Von Dezember 1942 bis Mai 1944 war er Kreishauptmann in Chełm. In einem Lagebericht zum April 1943 rügte er, dass „bei einer Judenaussiedlung [zur Ermordung] nur ca. 50 % aller für die Umsiedlung vorgesehenen Juden erfaßt wurden“. Zuletzt war er von Mai bis Juli 1944 Kreishauptmann in Krasnystaw.
In der Bundesrepublik Deutschland war er in Rheinland-Pfalz „Oberregierungs- und Kulturrat“ beim Ministerium für Landwirtschaft, Weinbau und Forsten mit Dienstsitz Mainz.